# Básně sebrané
Básně sebrané je sbírka básní českého básníka J. H. Krchovského.
Vyšla v brněnském vydavatelství Host v roce 2010 , a sice ve vázaném i brožovaném vydání.
Jedná se o souborné vydání téměř všech publikovaných sbírek autora do roku 2010 včetně výborů z rukopisných sbírek. Obsahuje knihy:
- Noci, po nichž nepřichází ráno (1991)
- Leda s labutí (1997)
- Dodatky... (1997) – včetně eposu Mumie na cestách
- Poslední list (2003)
- Nad jedním světem (2004)

Ve sbírce se nenachází sbírky juvenilií Mladost – Radost… (2005), Vše nejlepší (1998) a nové dílo Dvojité dno (2010).